# Phacodes elusus
Phacodes elusus là một loài bọ cánh cứng trong họ Cerambycidae.